# Wolfgang Bösl
Wolfgang Bösl (ur. 19 sierpnia 1989 roku w Berchtesgaden) – niemiecki narciarz, specjalista kombinacji norweskiej, dwukrotny medalista mistrzostw świata juniorów.

## Kariera
Po raz pierwszy na arenie międzynarodowej Wolfgang Bösl pojawił się 5 września 2004 roku, kiedy wystartował w zawodach FIS Race w Ramsau. Zajął wtedy 49. miejsce w sprincie. W 2007 roku wystartował na Mistrzostwach Świata Juniorów w Tarvisio, gdzie zajął 15. miejsce w konkursie rozgrywanym metodą Gundersena. Rok później, podczas Mistrzostw Świata Juniorów w Zakopanem osiągnął największy sukces w tej kategorii wiekowej zdobywając złoty medal w sztafecie. Indywidualnie wystąpił tylko w Gundersenie, zajmując czternastą pozycję. Ponadto na Mistrzostwach Świata Juniorów w Štrbskim Plesie wspólnie z kolegami zdobył drużynowo brązowy medal.
W Pucharze Świata zadebiutował 23 stycznia 2010 roku w Schonach, gdzie zajął 16. miejsce w Gundersenie. Tym samym już w swoim debiucie wywalczył pierwsze pucharowe punkty. W sezonie 2009/2010 punktował jeszcze dwukrotnie, ale wyniku z Schonach nie poprawił i w klasyfikacji generalnej zajął 52. miejsce. Równocześnie ze startami w Pucharze Świata Wolfgang startuje również w Pucharze Kontynentalnym. Odnosił tam większe sukcesy, między innymi zajmując drugie miejsce w klasyfikacji generalnej sezonu 2013/2014. Wielokrotnie stawał na podium zawodów PK, przy czym trzykrotnie zwyciężył.

## Osiągnięcia

### Mistrzostwa świata juniorów
| Miejsce | Dzień     | Rok  | Miejscowość   | Konkurencja           | Wynik zwycięzcy | Strata      | Zwycięzca         |
| ------- | --------- | ---- | ------------- | --------------------- | --------------- | ----------- | ----------------- |
| 15.     | 14 marca  | 2007 | Tarvisio      | Gundersen HS109/10 km | 33:26.7 min     | +4:20.0 min | Anssi Koivuranta  |
| 14.     | 27 lutego | 2008 | Zakopane      | Gundersen HS94/10 km  | ?               | +4:02.0 min | Alessandro Pittin |
| 1.      | 28 lutego | 2008 | Zakopane      | Sztafeta HS94/4x5 km  | 59:32.9 min     | -           | -                 |
| 50.     | 5 lutego  | 2009 | Štrbské Pleso | Sprint HS100/5 km     | 13:26.0 min     | +15.4 s     | Alessandro Pittin |
| 3.      | 7 lutego  | 2009 | Štrbské Pleso | Sztafeta HS100/4x5 km | 53:17.3 min     | +1:31.9 min | Norwegia          |

### Puchar Świata

#### Miejsca w klasyfikacji generalnej
- sezon 2009/2010: 52.
- sezon 2010/2011: 50.
- sezon 2012/2013: 33.
- sezon 2013/2014: 74.
- sezon 2014/2015: 49.

#### Miejsca na podium chronologicznie
Jak dotąd Bösl nie stał na podium indywidualnych zawodów Pucharu Świata.

### Puchar Kontynentalny

#### Miejsca w klasyfikacji generalnej
- sezon 2005/2006: 83.
- sezon 2006/2007: 53.
- sezon 2007/2008: 33.
- sezon 2008/2009: 11.
- sezon 2009/2010: 12.
- sezon 2010/2011: 13.
- sezon 2011/2012: 8.
- sezon 2012/2013: 49.
- sezon 2013/2014: 2.
- sezon 2014/2015: 38.

#### Miejsca na podium chronologicznie
| Nr  | Data             | Miejscowość       | Konkurencja           | Wynik zwycięzcy | Pozycja | Strata  | Zwycięzca          |
| --- | ---------------- | ----------------- | --------------------- | --------------- | ------- | ------- | ------------------ |
| 1.  | 13 marca 2009    | Rovaniemi         | Gundersen HS100/10 km | 26:10.7 min     | 3.      | +38.4 s | Sebastian Reuschel |
| 2.  | 14 marca 2009    | Rovaniemi         | Gundersen HS100/10 km | 26:08.6 min     | 2.      | +9.1 s  | Matthias Menz      |
| 3.  | 14 marca 2010    | Ruka              | Gundersen HS142/10 km | 29:23.9 min     | 3.      | +43.3 s | Christian Beetz    |
| 4.  | 4 grudnia 2010   | Steamboat Springs | Gundersen HS127/10 km | 23:43.9 min     | 3.      | +56.1 s | Todd Lodwick       |
| 5.  | 11 grudnia 2010  | Soldier Hollow    | Gundersen HS134/10 km | 28:02.1 min     | 3.      | +0.9 s  | Sebastian Reuschel |
| 6.  | 11 marca 2012    | Kuopio            | Gundersen HS127/10 km | 25:45.3 min     | 2.      | +2.1 s  | Janis Morweiser    |
| 7.  | 11 stycznia 2014 | Høydalsmo         | Gundersen HS94/10 km  | 24:12.9 min     | 3.      | +13.5 s | Sepp Schneider     |
| 8.  | 7 lutego 2014    | Klingenthal       | Gundersen HS140/10 km | 28:29.7 min     | 1.      | -       | -                  |
| 9.  | 23 lutego 2014   | Eisenerz          | Gundersen HS100/10 km | 24:07.7 min     | 1.      | -       | -                  |
| 10. | 9 marca 2014     | Falun             | Gundersen HS134/10 km | 25:34.0 min     | 2.      | +33.4 s | Tomaz Druml        |
| 11. | 14 marca 2014    | Ruka              | Gundersen HS142/10 km | 28:46.8 min     | 3.      | +42.3 s | Tomaz Druml        |
| 12. | 15 marca 2014    | Ruka              | Gundersen HS142/10 km | 28:09.9 min     | 2.      | +18.8 s | Alexander Brandner |
| 13. | 16 marca 2014    | Ruka              | Gundersen HS142/10 km | 42:30.6 min     | 1.      | -       | -                  |

### Letnie Grand Prix

#### Miejsca w klasyfikacji generalnej
- 2011: 46.
- 2012: 28.
- 2013: 31.
- 2014: 26.
- 2015: 29.

#### Miejsca na podium chronologicznie
Jak dotąd Bösl nie stał na podium indywidualnych zawodów LGP.